# Monastère de la Visitation de l'avenue Denfert-Rochereau
Le monastère de la Visitation de l’avenue Denfert-Rochereau est un monastère de religieuses fondé par l'ordre de la Visitation situé 68 avenue Denfert-Rochereau à Paris. Il remplace l'ancien couvent de la Visitation de la rue Saint-Antoine fermé en 1790 dont les bâtiments ont été affectés au culte protestant par Napoléon en 1802.

## Histoire
L’ordre de la Visitation possédait 4 couvents à Paris fermés en 1790, le couvent de la Visitandines de la rue Saint-Antoine affecté en 1802 au culte protestant, le couvent des Visitandines de Chaillot détruit par l’explosion de la poudrerie de Grenelle en 1794, le couvent de la rue du faubourg Saint-Jacques rouvert en 1806 par les Dames de Saint-Michel et le couvent de la rue du Bac.
Le monastère de la Visitation qui succède à celui de la rue Saint-Antoine s’établit en septembre 1841 rue d’Enfer.
La chapelle dont la première pierre fut bénie le 6 juin 1842 par Denys Affre et la première aile sont construites à partir de 1842, les autres ailes de 1852 à 1886.

## Description
L’église ouverte en 1857 de style roman comprend une nef, longue de 21 mètres, large de 7,60 mètres et haute de 11 mètres surmontée d’une voûte en berceau et d’un dôme et deux chapelles latérales. Un jardin s’étend à l’arrière jusqu’à la rue Boissonnade.
En annexes, au numéro 68 bis une boutique qui commercialise des produits de l’artisanat des monastères et au numéro 70 la faculté libre de philosophie comparée et de théologie.